# Le Cabinet des fées
Le Cabinet des fées (Le Cabinet des fées, ou Collection choisie des contes de fées et autres contes merveilleux) est un recueil de contes compilé par le chevalier Charles-Joseph Mayer et l'éditeur parisien Charles Georges Thomas Garnier, qui paraît à Amsterdam [Paris] de 1785 à 1789. Il comprend quarante-et-un volumes, présentant les textes d'une quarantaine de conteurs, parmi lesquels Charles Perrault, Marie-Catherine d'Aulnoy, Jeanne-Marie Leprince de Beaumont, Charlotte-Rose de Caumont La Force, Marie-Jeanne L'Héritier de Villandon, Jean-Jacques Rousseau, le chevalier de Mailly, et d'autres encore. Chaque volume est illustré de trois gravures, dessinées par Clément-Pierre Marillier et gravées sous la direction de Nicolas de Launay.

## Structure du recueil
Le Cabinet des fées rassemble des contes du XVIIe et du XVIIIe siècle, dans le but de les préserver de l'oubli à un moment où l'on a cessé d'écrire et de publier des contes ; l'entreprise de Mayer s'apparente donc à celle des frères Grimm, qu'il précède de vingt ans, mais sans prétention nationaliste. Mayer réalise avant tout une somme, rassemblant aussi bien des contes de fées que des contes merveilleux ou sans éléments de merveilleux, et sans distinction d'origine géographique : les contes français y côtoient des contes orientaux (Contes des Mille et une nuits), arabes, turcs, mais aussi indiens et chinois. De même, le recueil ne semble pas répondre à une structure ou à une organisation interne bien marquée. Mayer fait cependant un certain nombre de choix : il ne publie pas de contes licencieux, et accorde une place importante à certains auteurs comme Charles Perrault ou Marie-Catherine d'Aulnoy.

## Histoire éditoriale
Le Cabinet des fées fut illustré par Clément-Pierre Marillier, et initialement vendu sous deux formes, avec figures au prix de 48 sols le tome, et sans figures, au prix de 35 sols par volume,.

## Auteurs
Les principaux conteurs représentés dans Le Cabinet des fées sont :
- des conteurs anonymes
- Marie-Catherine d'Aulnoy
- Pierre-François Godard de Beauchamps
- Charles Duclos
- Antoine Hamilton
- Charlotte-Rose de Caumont La Force
- Jeanne-Marie Leprince de Beaumont
- Louise Levesque
- Marie-Jeanne L'Héritier de Villandon (1664-1734)
- Catherine de Lintot (née Catherine Caillot)
- Marie Madeleine de Lubert (1702-1785)
- Le chevalier de Mailly
- Henriette-Julie de Castelnau de Murat
- Charles Perrault
- Jean-Jacques Rousseau

## Influence
L'entreprise initiée par Le Cabinet des fées est prolongée en Allemagne par le travail des frères Grimm.

### Éditions
- Le Cabinet des fées : contes choisis et présentés par Élisabeth Lemirre, Arles, Philippe Picquier, 2000, 1028 p. (ISBN 978-2-87730-509-9, OCLC 717074055).
- Édouard Brasey (éd.), Le Cabinet des fées, Paris, Chêne, 2010, 19 cm.

### Études
- Olivier Piffault dir., Il était une fois... les contes de fées, Seuil/Bibliothèque nationale de France, 2001  (ISBN 978-2-02049-184-6) (catalogue de l'exposition « Contes de fées » organisée à la Bibliothèque nationale de France du 20 mars au 17 juin 2001)
- Jacques Barchilon, « Le Cabinet des fées et l’imagination romanesque », Études littéraires, Paris, vol. 1, no 2,‎ 1968, p. 215-231 (lire en ligne, consulté le 16 février 2022).
- Anne Defrance, « Les Premiers Recueils de contes de fées », Féeries, Paris, vol. 1, no 1,‎ 2005, p. 27-48 (lire en ligne, consulté le 16 février 2022).
- Imager la Romancie : dessins de Clément-Pierre Marillier pour Le Cabinet des fées et les Voyages imaginaires (1785-1789) / sous la dir. de Aurélie Zygel-Basso, Paris, Hermann, 2013,  (ISBN 978 2 7056 8746 5)